# Proasellus gineti
Proasellus gineti is een pissebed uit de familie Asellidae. De wetenschappelijke naam van de soort is voor het eerst geldig gepubliceerd in 1991 door Boulanouar, Boutin & Henry.